# 田中稔男
田中 稔男（たなか としお、1902年2月14日 - 1993年3月29日）は、日本の政治家、社会運動家。元衆議院議員。

## 経歴
中学教師であった田中稔の長男として、佐賀県東松浦郡唐津町（現・唐津市）に生まれる。1919年、福岡県立中学修猷館を卒業し、旧制佐賀高等学校に入学するが、在学中に学校当局の弾劾演説を行ったため退学処分となり、1923年、旧制第五高等学校に入学。五高在学中は社会思想研究会に参加し、九州無産青年同盟を結成するが、後に逓信大臣を務める富吉栄二らと共に検挙される。1925年、第五高等学校文科甲類を卒業。
1925年、東京帝国大学法学部政治学科に入学し新人会に入会、後に幹事長に就任する。この頃、新人会には田中清玄、亀井勝一郎、武田麟太郎らも参加していた。1927年10月、村尾薩男の勧めで日本共産党に入党し、大間知篤三らと共産党学生フラクションを組織。1928年、東大を卒業後に日本共産党の関西地方オルグとなるが、三・一五事件の後に検挙され懲役2年執行猶予5年を言い渡される。その後、蠟山政道の東京政治経済研究所に入所、社会大衆党に入党、東京市役所の嘱託などを経て、戦時中は日本製鐵参事としてボルネオ製鉄所建設にあたる。
戦後、日本社会党に入党して左派に属し、1947年、第23回衆議院議員総選挙で旧福岡3区から当選し、以後当選5回。1955年の統一大会で同党中央執行委員に就任。1960年には同党国民運動委員長として60年安保闘争のリーダーを務めた。同年6月、来日した 大統領報道官ジェイムズ・ハガティが、羽田でデモ隊に包囲されヘリコプターで脱出した「ハガチー事件」では、その首謀者の容疑で検挙されている（後の1974年6月に最高裁で無罪判決となる）。その年の総選挙で落選したあとは、復活はならなかったが、1969年の選挙まで候補者活動を続けた。
妻は日本社会党中央執行副委員長を務めた参議院議員田中寿美子。次女はメキシコ大学院大学アジア・アフリカ研究センター教授の田中道子。